# 김종명
김종명(金鍾明, 1924년 ~ 1996년)은 대한민국의 첼리스트이다.

## 이력
본관은 수안(遂安)이며 경기도 개성에서 출생한 그는 1944년 일본 도쿄에서 첼로 연주자 첫 데뷔하였고 1년 후 1945년 광복이 된 고국 조선에 귀국을 하였으며 이후 서울에서 첼로 연주가 활약을 하다가 2년 후 1947년 서울관현악단 단원 입단을 하였으며, 이듬해 1948년에는 바이올리니스트 겸 지휘자 김생려가 창단한 서울교향악단에서 첼로 연주자 전봉초 등과 같이 적을 두어 활약하였다. 이후 그는 서울 경기여자고등학교 음악 교사를 역임하기도 하였으며 1957년 5월 18일에는 서울 경기여자고등학교 강당에서 대선배 음악가인 바이올리니스트 계정식(桂貞植), 친아우인 비올리스트 김동성(金東星)과 아울러 아카데미3중주단 결성 연주회를 처음 치렀고 1957년 11월 3일에는 같은 서울 경기여자고등학교 강당에서 계정식, 김동성과 동반하여 아카데미3중주단의 두번째 연주회를 치렀으며 이듬해 1958년 5월 17일 같은 서울 경기여자고등학교 강당에서 계정식·김동성과 함께 아카데미3중주단의 제3회 연주회를 공연하였다.

## 소속
- 한양대학교 前 교수

## 학력
- 일본 도요 음악전문학교(현 도쿄 음악대학) 졸업
- 서울대학교 음악대학 기악과 학사
- 연세대학교 대학원 음악학 석사